# سد دربندخان
سد دربندخان (بالكردية: بەنداوی دەربەندیخان، Bendava Derbendîxanê‏) هو سد يضم محطة لإنتاج الطاقة الكهرمائية يقع بالقرب من بلدة دربندخان في محافظة السليمانية، إقليم كردستان العراق. أنشأ السد على نهر ديالى، وضع حجر الأساس في عام 1956 وافتتح رسمياً في يوم 27 تشرين الثاني / نوفمبر 1961. حيث يشكل السد بحيرة تعرف باسم بحيرة دربندخان. وتجدر الإشارة من إن ارتفاع السد يبلغ حوالي 128م ويبلغ طوله حوالي 445 م بينما يبغ أقصى عرض للسد حوالي 17م.